# Bonev Peak
Der Bonev Peak (englisch; bulgarisch Бонев връх Bonew wrach) ist ein 850 m hoher und größtenteils vereister Berg auf der Eurydike-Halbinsel an der Danco-Küste des Grahamlands auf der Antarktischen Halbinsel. Er ragt 3,9 km südöstlich des Meusnier Point und 4,77 km nordwestlich des Mitkaloto Peak auf. Seine steilen Nordwesthänge sind teilweise unvereist. Die Charlotte Bay liegt südwestlich und westlich von ihm, deren Nebenbucht, die Recess Cove, nördlich und der Nobile-Gletscher nordöstlich von ihm.
Britische Wissenschaftler kartierten ihn 1978. Die bulgarische Kommission für Antarktische Geographische Namen benannte ihn 2014 nach dem Geologen und Bergführer Kamen Bonew, der ab 1998 in mehreren Kampagnen auf der St.-Kliment-Ohridski-Station tätig war.